# Drago Đukanović
Drago Đukanović, črnogorski general, * 16. november 1914, † ?.

## Življenjepis
Leta 1934 je končal šolanje na Nižji šoli Vojaški akademiji; ob izbruhu aprilske vojne je bil poročnik. Takoj se je pridružil NOVJ in leta 1943 je postal član KPJ. Med vojno je zasedal več štabnih položajev.
Po vojni je končal šolanje na VVA JLA in bil načelnik štaba korpusa, poveljstva zaledja in Intendantske uprave, pomočnik poveljnika zaledja armade in načelnik štaba armadne oblasti.

## Odlikovanja
- Red zaslug za ljudstvo
- Red bratstva in enotnosti